# Galerie Perrotin

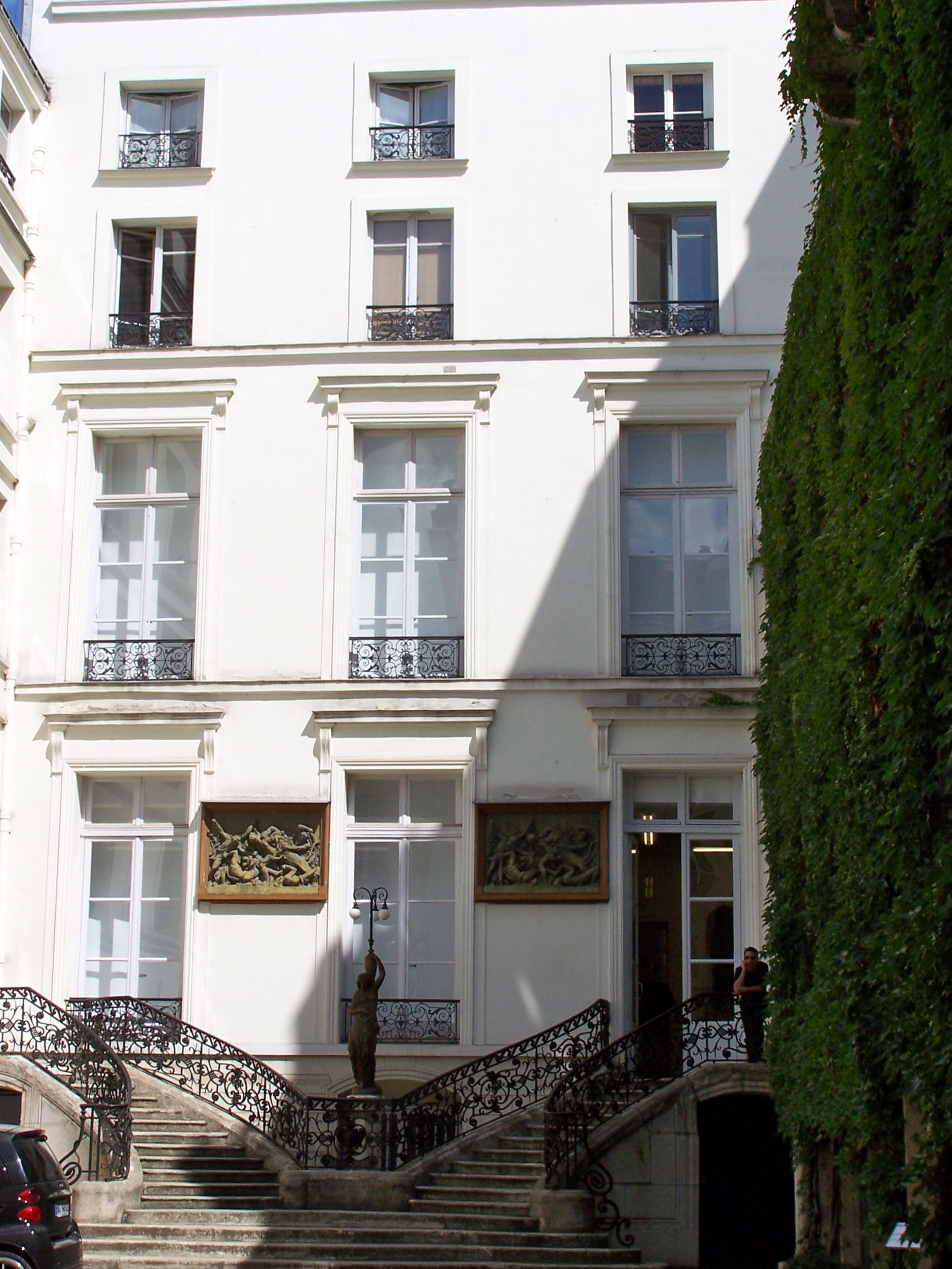
Entrata della galleria Emmanuel Perrotin 76, rue de Turenne, Parigi

La Galerie Perrotin è una galleria d'arte contemporanea fondata da Emmanuel Perrotin nel 1990. La galleria attualmente occupa due piani nel quartiere Marais di Parigi, con uno spazio espositivo annesso dall'altra parte della strada. Nel maggio 2012, la galleria ha aperto uno spazio a Hong Kong progettato dall'architetto Andre Fu.
La Galerie Perrotin ha cominciato a rappresentare due dei suoi artisti più noti, Maurizio Cattelan e Takashi Murakami, molto presto nella loro carriera. Nel 1993, Perrotin ha portato le opere di Maurizio Cattelan - ancora relativamente sconosciuto all'epoca - alla fiera d'arte contemporanea di Yokohoma, NiCAF. Nel 1994, Perrotin ha mostrato il lavoro di Takashi Murakami alla Gramercy International Art Fair di New York, diventando la prima persona ad esporre il lavoro di Murakami al di fuori del Giappone. Un decennio più tardi, entrambi gli artisti avrebbero raggiunto il successo commerciale. Attualmente, Perrotin continua a lavorare con nuovi e giovani artisti come KAWS e JR.
Perrotin ha rappresentato anche molti artisti francesi come Sophie Calle, Tatiana Trouvé, Xavier Veilhan, Jean-Michel Othoniel e Bernard Frize. Inoltre, la galleria è stata una delle prime ad accedere ai mercati asiatici, e ora conta tra i suoi artisti Aya Takano, Mr. e Bharti Kher.
Allo stesso tempo, la Galleria ha anche collaborato con musicisti come Feist, Massive Attack, N.E.R.D., Pharrell Williams, e molti altri.